# バゼガ県
バゼガ県(フランス語：Bazèga)はブルキナファソの中南部地方の県。
県都はコンビシリ。
2006年の人口は約23.8万人。

## 下位行政区画

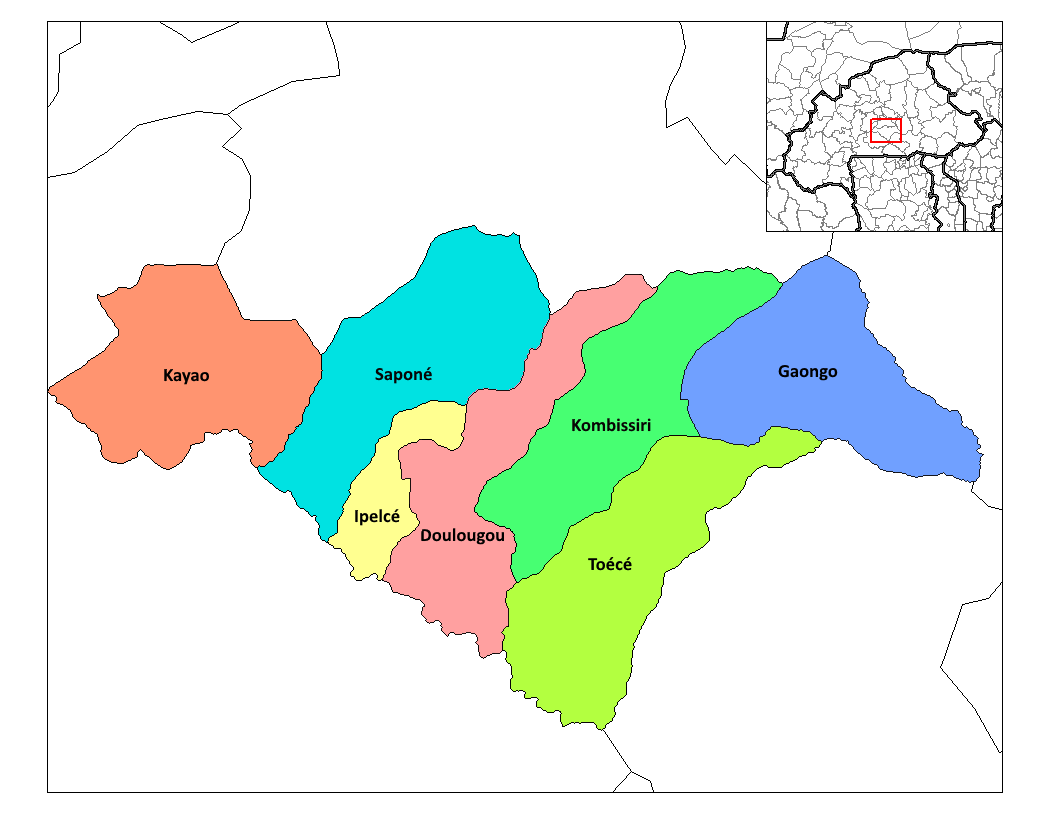
郡の区割り

以下の7つの郡に分けられる。
| 郡               | 中心都市       | 人口 （2006年国勢調査） |
| ---------------- | -------------- | ----------------------- |
| ドゥールーグー郡 | ドゥールーグー | 26,738                  |
| ガオンゴ郡       | ガオンゴ       | 25,753                  |
| イペルス郡       | イペルス       | 13,182                  |
| カヤオ郡         | カヤオ         | 33,994                  |
| コンビシリ郡     | コンビシリ     | 66,342                  |
| サポネ郡         | サポネ         | 38,958                  |
| トワス郡         | トワス         | 33,265                  |

## 隣接する県
- カディオゴ県
- ガンズル県
- ズンドウェオゴ県
- ジロ県
- ブルキアンデ県